# Komatke, Arizona
Komatke, Arizona (енгл. Komatke) насељено је место без административног статуса у америчкој савезној држави Аризона.

## Демографија
По попису из 2010. године број становника је 821.
| Група             | 2000.    | 2010.       |
| Белци             | 0 (0,0%) | 4 (0,5%)    |
| Афроамериканци    | 0 (0,0%) | 2 (0,2%)    |
| Азијати           | 0 (0,0%) | 1 (0,1%)    |
| Хиспаноамериканци | 0 (0,0%) | 153 (18,6%) |
| Укупно            | 0        | 821         |